# Governatorato di As-Suwayda
Il governatorato di as-Suwaydāʾ è uno dei quattordici governatorati della Siria. Il capoluogo è la città di al-Suwayda (as-Suwaydāʾ).
La popolazione è in prevalenza drusa.

## Geografia
Il Governatorato confina a ovest con il Governatorato di Dar'a, a sud con la Giordania, a nord e a est con il Governatorato del Rif di Damasco.